# لیزینگ مالی
لیزینگ مالی، (به انگلیسی: Finance Lease) یا لیزینگ سرمایه، گونه‌ای لیزینگ است، که به اجاره‌کننده، حق استفاده از کالا را می‌دهد و در پایان مدت قرارداد، عنوان (لقب) مالکیت کالا را، با قیمتی نمادین و از پیش تعیین شده، به اجاره‌کننده منتقل می‌کند.
مدت زمان قرارداد در لیزینگ مالی، در برگیرنده بخش اعظم زمان عمر مفید (اقتصادی) کالا می‌شود و قراردادها به لحاظ ماهیتی، قابل فسخ نیستند. به عبارت دیگر، حتی اگر اجاره‌کننده، خواهان استفاده از کالا در خلال زمان مورد توافق نیز نباشد، می‌بایست اجاره‌بهای لیزینگ از پیش تعیین شده را بپردازد.
در لیزینگ مالی، اجاره‌کننده، مدل و سایر مشخصات کالا را تعیین می‌کند و با عرضه‌کننده بر سر قیمت، مدت زمان پرداخت و شرایط تحویل، به مذاکره می‌پردازد.
در مرحله (وضعیت) خرید کالا، اجاره‌دهنده موارد مربوط به تأمین مالی را در چارچوب قرارداد با اجاره‌کننده تنظیم می‌کند. از آنجا که در پایان قرارداد، کالا توسط اجاره‌کننده با قیمتی نمادین خریداری می‌شود، اجاره بهای محاسبه شده در لیزینگ مالی، شامل هزینه‌های زمان خرید تجهیزات و همچنین هزینه‌های مالی حین قرارداد است.
در اجرای لیزینگ مالی، هزینه‌های استفاده از وسایل و تجهیزات، مانند: نگهداری، تعمیر و بیمه، توسط اجاره‌کننده پرداخت می‌شود.
در لیزینگ مالی، ارزش فعلی خالص مجموع اجاره‌بهای پرداختی، بزرگتر از قیمت تجهیزات است. به عبارت دیگر، پیش بینی شده که ارزش پسماند، با مبلغی نمادین، توسط اجاره‌کننده، در پایان زمان قرارداد پرداخت شود
اجاره یک توافق‌نامهٔ قراردادی است که در آن استفاده‌کننده (مستأجر) در ازای پرداخت مبلغی به مالک (موجر)، حق استفاده از یک دارایی را برای مدت معین به‌دست می‌آورد. دارایی‌هایی مانند املاک، ساختمان‌ها، وسایل نقلیه و تجهیزات صنعتی یا تجاری می‌توانند موضوع قرارداد اجاره باشند.

## تعریف
قرارداد اجاره توافقی میان دو طرف، یعنی موجر (مالک دارایی) و مستأجر (استفاده‌کننده از دارایی)، است. مستأجر با پرداخت مبالغی منظم که معمولاً به‌صورت ماهیانه یا دوره‌ای انجام می‌شود، حق استفاده از دارایی را به‌دست می‌آورد. این قرارداد معمولاً شامل شرایطی مشخص دربارهٔ نحوهٔ استفاده، مدت قرارداد، تمدید، فسخ و مسئولیت‌ها می‌باشد.

## انواع اجاره
اصطلاح «اجاره» ممکن است به دو نوع کلی اشاره داشته باشد:

### اجاره دارایی‌های ملموس
در این نوع، دارایی‌هایی مانند زمین، ساختمان، خودرو یا کالاهای فیزیکی، توسط مالک به شخص دیگری برای استفاده موقت واگذار می‌شود. در زبان فارسی، واژهٔ «اجاره دادن» ممکن است به هر دو مفهوم اجاره‌دادن یا اجاره‌گرفتن اشاره داشته باشد.

### اجاره دارایی‌های ناملموس
در برخی موارد، اجاره می‌تواند به دارایی‌های ناملموسی همچون نرم‌افزارهای رایانه‌ای یا فرکانس‌های رادیویی نیز اطلاق شود. در این حالت، اجاره ممکن است مشابه با «مجوز استفاده» تلقی شود، اما با شرایط متفاوت حقوقی.

### اجاره‌های دوره‌ای
یکی از اشکال رایج اجاره، «قرارداد اجاره دوره‌ای» (مانند اجاره ماهانه) است که در بسیاری از کشورها، از جمله برخی ایالت‌های ایالات متحده، کاربرد دارد.

## عناصر رایج قرارداد اجاره
قراردادهای اجاره ممکن است بسته به حوزهٔ قضایی، نوع دارایی، و اقامتگاه طرفین، شامل بندهایی ویژه باشند. با این حال، برخی عناصر معمول در اکثر قراردادهای اجاره عبارت‌اند از:
- نام طرفین قرارداد
- تاریخ آغاز و مدت قرارداد
- مشخصات دقیق دارایی مورد اجاره (مانند آدرس ملک، شماره شاسی خودرو، شماره سریال تجهیزات)
- شرایط تمدید یا عدم تمدید
- مبلغ اجاره (پرداخت یک‌جا یا دوره‌ای)
- میزان و شرایط بازگشت ودیعه
- شرایط نقض قرارداد (شرایط فسخ و جریمه‌ها)
- مسئولیت‌های بیمه، نگهداری، تعمیرات و استفادهٔ محدود
- بند فسخ زودهنگام و حقوق طرفین در صورت لغو قرارداد

## وضعیت حقوقی
در بیشتر کشورها، قرارداد اجاره یک سند حقوقی محسوب می‌شود و اجرای آن بر اساس قوانین قراردادها انجام می‌پذیرد. در برخی کشورها، مانند ایالات متحده، اجاره به‌عنوان نوعی انتقال حقوق تصرف در املاک نیز در نظر گرفته می‌شود که ممکن است ویژگی‌هایی شبیه به سند مالکیت داشته باشد.

## دارایی‌های قابل اجاره
تقریباً همهٔ انواع دارایی‌ها، چه منقول (مانند خودرو، مبلمان و تجهیزات) و چه غیرمنقول (مانند زمین، آپارتمان و املاک تجاری) می‌توانند مشمول قرارداد اجاره قرار گیرند. موجر از طریق این قرارداد، حق استفادهٔ موقت از دارایی را به مستأجر واگذار می‌کند.
- Investopedia – Lease Definition   توضیح کلی و دقیق درباره مفهوم اجاره، انواع آن و عناصر قرارداد.   لینک: https://www.investopedia.com/terms/l/lease.asp
- Wikipedia – Lease (English Version)   مقالهٔ انگلیسی ویکی‌پدیا با عنوان "Lease" که شامل دسته‌بندی انواع اجاره، ساختار حقوقی آن، و نکات کاربردی است.   لینک: https://en.wikipedia.org/wiki/Lease

- Smith, J. (2020). Contract Law and Leasing. Oxford University Press.
  - قانون مدنی ایران – باب اجاره (مواد 466 تا 517)   این بخش از قانون مدنی ایران مربوط به قواعد اجاره، حقوق موجر و مستأجر، و شرایط فسخ و ضمانت اجراست.   نسخه آنلاین قانون مدنی (پایگاه پژوهش‌های مجلس):   https://rc.majlis.ir/fa/law/show/92678

- مشارکت‌کنندگان ویکی‌پدیا. «finance lease». در دانشنامهٔ ویکی‌پدیای انگلیسی، بازبینی‌شده در ۲۱ مارس ۲۰۱۳.